# Кадиров Ахмат Рамзанович
Ахмат Рамзанович Кадиров (нар. 8 листопада 2005) — чеченський громадський і політичний діяч, старший син Рамзана Кадирова, представник найвпливовішої родини в регіоні. З 2022 року обіймає посаду радника батька, регіонального голови Російського руху дітей та молоді. Фігурує у ЗМІ як можливий наступник батька на посаді глави Чечні.

## Життєпис
Ахмат Кадиров народився 8 листопада 2005 року в родині Рамзана Ахматовича та Медні Мусаївни Кадирових. Він став шостою дитиною і першим сином (після нього народилися ще троє синів та дві доньки). Ахмата назвали на честь діда по батьковій лінії — першого (самопроголошеного) президента Чеченської республіки, який загинув за півтора роки до цього. Через 10 днів після народження дитини Рамзан Кадиров був призначений виконувачем обов'язків глави уряду Чечні, а в 2007 році став президентом регіону. В наступні роки він побудував у Чечні режим особистої влади, причому багато відповідальних посад обійняли його найближчі родичі. З певного моменту Кадиров сформував своє політичне оточення, зокрема, зі своїх дітей.
Відомо, що Ахмата батьки вважають найталановитішим із усіх членів своєї сім'ї. До восьми років він вивчив напам'ять Коран. Ахмат навчався в Освітньому центрі імені Ахмата Хаджі Кадирова, з раннього дитинства займався боями без правил та боксом. У 10-річному віці він дебютував на міжнародному турнірі MMA, причому бої за його участю транслювалися по чеченському телебаченні. Відомо, що Ахмат Кадиров не зазнав жодної поразки і закінчив більшість боїв технічним нокаутом.. Ряд бійців (зокрема — Федір Ємельяненко) виступали з критикою цієї практики, оскільки правила турніру передбачають вікову планку для бійців у 14 років. 2020 року на честь Ахмата Кадирова було названо спортивний комплекс у селі Бачі-Юрт.
У 2022 році Рамзан Кадиров почав просувати старшого сина у політичній сфері. 16-річний Ахмат був призначений регіональним головою Російського руху дітей та молоді, тобто взяв на себе керівництво державною молодіжною політикою в Чечні . Він почав курувати низку масштабних проєктів: будівництво шкіл та дитячих садків, просування бренду Чеченської республіки, програму патріотичного виховання. У березні 2023 року Ахмат зустрівся в Московському Кремлі з президентом Росії Володимиром Путіним (за словами Рамзана Кадирова, говорили на цій зустрічі, головним чином, про Ахмата Кадирова-старшого) . У квітні 2023 року Кадиров здійснив офіційний візит до Азербайджану, де зустрівся з міністром економіки Микаїлом Джаббаровим, міністром екології та природних ресурсів Мухтаром Бабаєвим, муфтієм Аллахшукюром Пашазаде та головою правління азербайджано-російської ділової ради.

## Родина
4 березня 2023 року Ахмат Кадиров одружився. Ім'я його дружини тримається в секреті, але при цьому весілля стало масштабним святом для всієї Чечні: міста республіки були прикрашені плакатами, футболісти клубу «Ахмат» присвятили нареченому свою перемогу, в Грозному пройшли перегони, приурочені до одруження. Інші чеченські пари, які зареєстрували шлюб того ж дня, отримали по 100 тисяч рублів із республіканського бюджету .

## Нагороди
У березні 2023 року Ахмата Кадирова нагородили нагрудним знаком МВС «За відзнаку у боротьбі проти тероризму»

## Оцінки діяльності
Багато політологів убачають зв'язок між появою Ахмата Кадирова в політичній сфері та непідтвердженими даними про погіршення здоров'я його батька (Кадиров-старший до того ж заявив восени 2022 року про бажання залишити свою посаду). За однією з версій, політичний піар Ахмата пов'язаний із бажанням убезпечити його у разі радикальної зміни ситуації. Існує припущення, що з Ахмата роблять наступника батька. До досягнення необхідного віку юний Кадиров може діяти за спиною формального правителя, як це робив його батько за Сергія Абрамова та Алі Алханова . За третьою версією глава Чечні просто намагається сформувати у сина відповідні компетентності, діючи на віддалену перспективу .
У ЗМІ Ахмата Кадирова називають «спадковим принцом Чечні», "чеченським Колею Лукашенком " .